# Nishi-Shinjuku-gochōme (métro de Tokyo)
Nishi-Shinjuku-gochōme (西新宿五丁目駅, Nishi-Shinjuku-gochōme-eki) est une station du métro de Tokyo sur la ligne Ōedo dans l'arrondissement de Shinjuku à Tokyo. Elle est exploitée par le Bureau des Transports de la Métropole de Tokyo (Toei).

## Situation sur le réseau
La station Nishi-Shinjuku-gochōme est située au point kilométrique (PK) 29,4 de la ligne Ōedo.

## Histoire
La station a été inaugurée le 19 décembre 1997.

## Services aux voyageurs

### Accès et accueil
La station est ouverte tous les jours.
En moyenne, 31 375 voyageurs ont fréquenté quotidiennement la station en 2015.

### Desserte

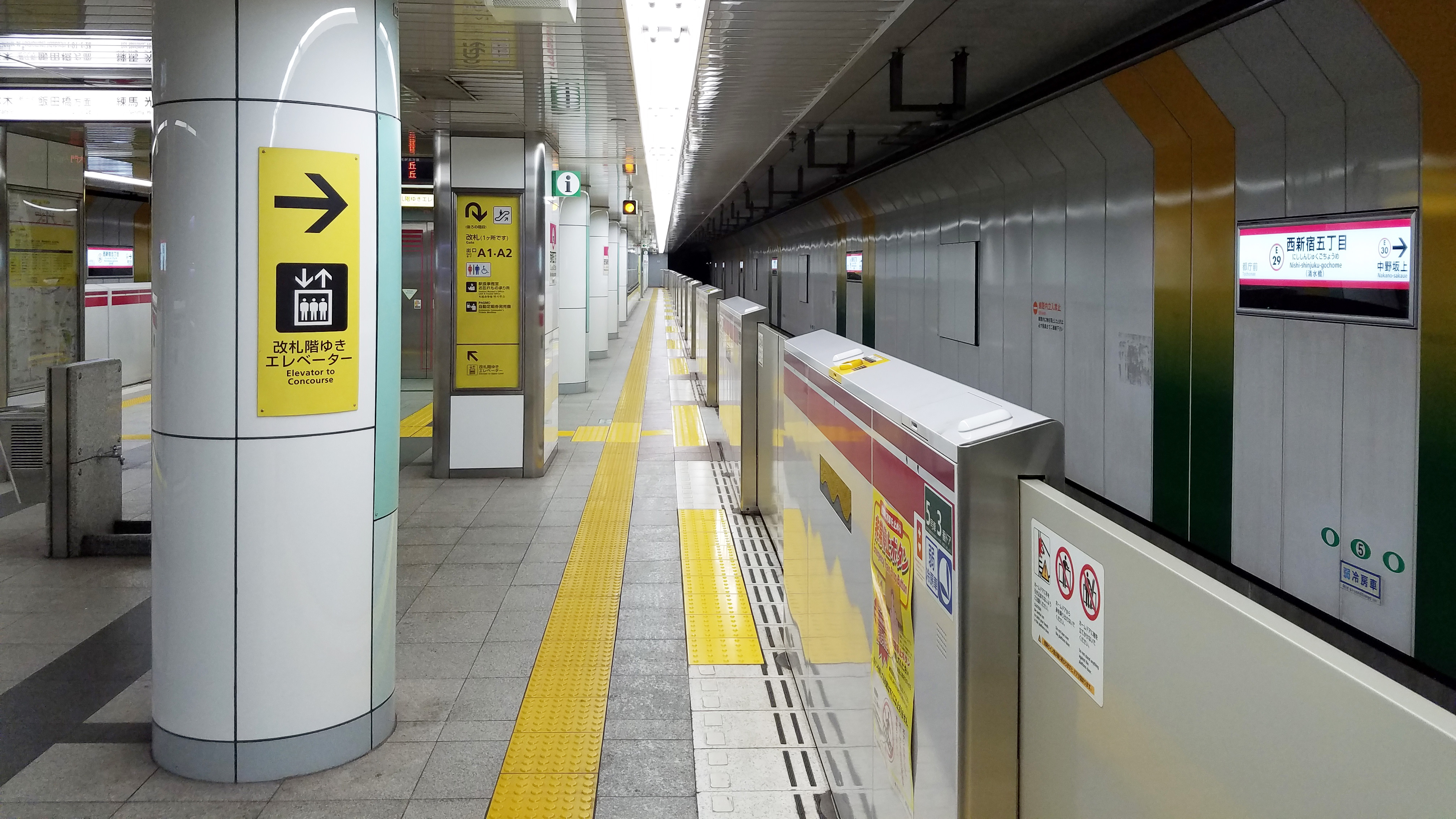
Quai de la station

Ligne Ōedo :
- voie 1 : direction Roppongi
- voie 2 : direction Hikarigaoka

## A proximité
- Parc central de Shinjuku